# Prosodische eenheid
Een prosodische eenheid of intonatie-eenheid is in de gesproken taal een eenheid met een vast prosodisch kenmerk. Deze eenheden worden onderscheiden van segmenten. 
Een prosodische eenheid kan bijvoorbeeld een onveranderlijke toonhoogte, een vaste intonatie, een mora of een vast ritme zijn. Al deze dingen hebben op hun beurt te maken met de fundamentele articulatie van de spraak. Prosodische eenheid is een van de dingen die centraal staan in de auditieve fonetiek.
Prosodische eenheden manifesteren zich op allerlei hiërarchische niveaus, variërend van een enkele voet via het fonologische woord tot aan een complete taaluiting. Prosodische eenheden komen doorgaans niet overeen met syntactische. Over het algemeen wordt aangenomen dat dit samenhangt met het feit dat verschillende aspecten van de taal in verschillende gebieden van de hersenen worden verwerkt (bijvoorbeeld alleen rechtstreekse interactie en verwerking van de spraakklanken of het laten meewegen van morfosyntactische aspecten). Om soortgelijke redenen menen sommigen dat de studie van prosodie voor de generatieve taalkunde van minder groot belang is dan voor de functionalistische taalkunde. 
Bij het transcriberen van prosodische eenheden worden verschillende niveaus onderscheiden. Het Internationaal Fonetisch Alfabet heeft aparte symbolen voor de "kleine" en de "grote" prosodische grenzen. Het gebruik hiervan hangt af van de structuur van de taal en de precieze informatie waar de transcribeerder zich op richt. 